# Devon Graye
Devon Graye (Mountain View, California; 8 de marzo de 1987) es un actor estadounidense, más conocido por interpretar a Dexter (adolescente) en la serie de televisión Dexter. También apareció en un capítulo de la serie Bones y en The Flash.

## Filmografía

### Películas
| Año  | Película                            | Personaje        |
| ---- | ----------------------------------- | ---------------- |
| 2006 | A House Divided                     | Daniel Sampson   |
| 2007 | Her Best Move                       | Chico #1         |
| 2007 | Scar                                | Paul             |
| 2008 | Wisegal                             | Narrator         |
| 2008 | Merry Christmas, Drake & Josh       | Luke             |
| 2009 | Call of the Wild                    | Ozz Heep         |
| 2009 | Lure                                | Tyler Page       |
| 2009 | Exodus Fall                         | Dana Minor       |
| 2010 | Husk                                | Scott            |
| 2010 | Legendary                           | Cal Chetley      |
| 2010 | Avalon High                         | Marco            |
| 2011 | Red Faction: Origins                | Leo              |
| 2012 | The Discoverers                     | Jack             |
| 2012 | One Bad Thing                       | Chico            |
| 2012 | Eden                                | Adam             |
| 2013 | Last Weekend                        | Luke Caswell     |
| 2013 | 13 Sins                             |                  |
| 2017 | I don't feel at home i'm this world | Christian        |
| 2022 | NOPE!                               | Ryder Muybridger |